# پوست‌کنده

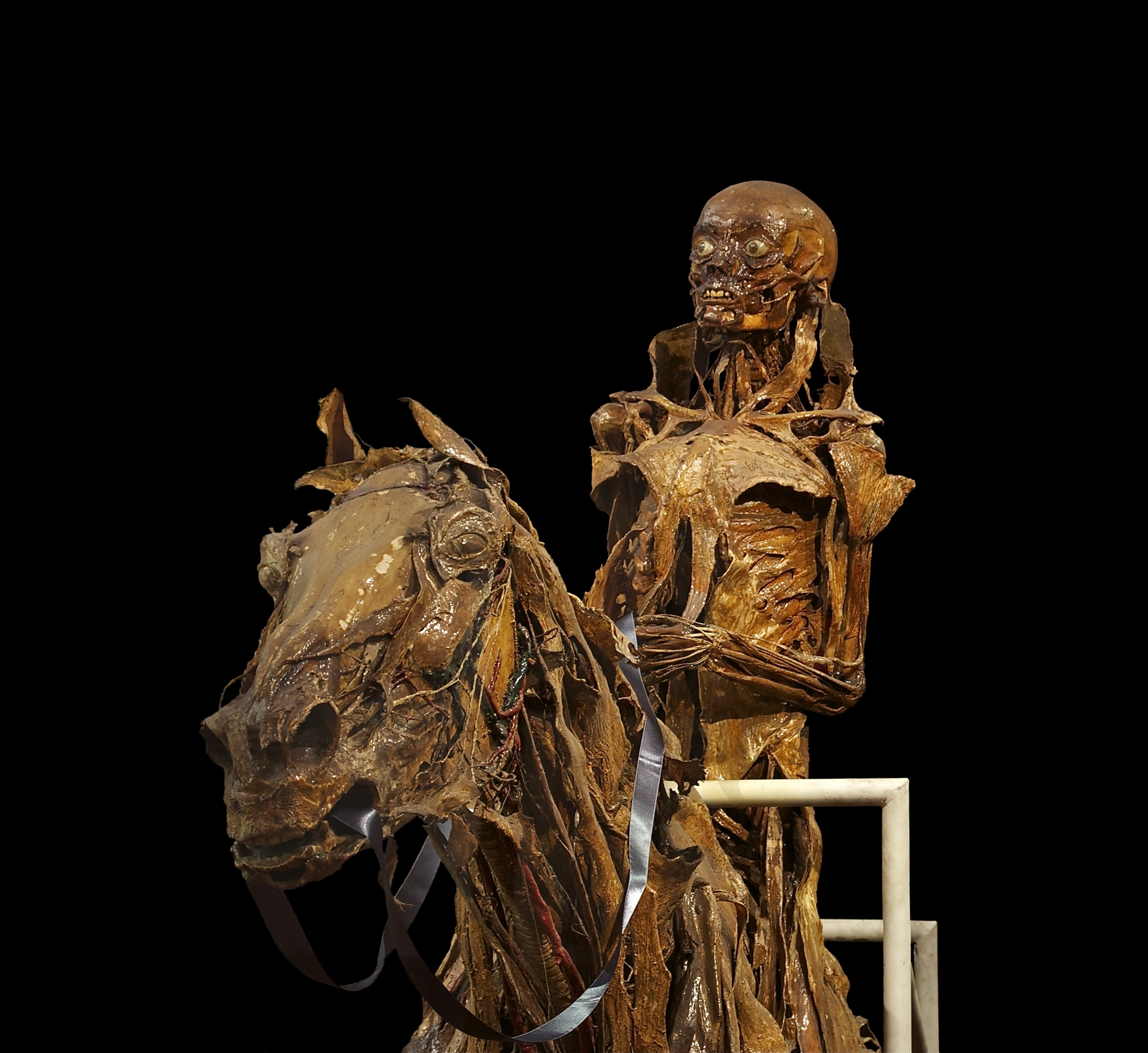
تندیس اسب‌سوار و اسب پوست‌کنده، نام تندیسی از هونور فراگونار (en)، کالبدشناس برجستهٔ فرانسوی است که حدودا بین سال‌های ۱۷۷۱ تا ۱۷۶۶ میلادی، ساخته‌شد. اثر در سبک اکروشه خلق شده‌است و شباهت دقیق و خیره‌کننده‌ای از کالبد انسان و اسب را به نمایش می‌گذارد.

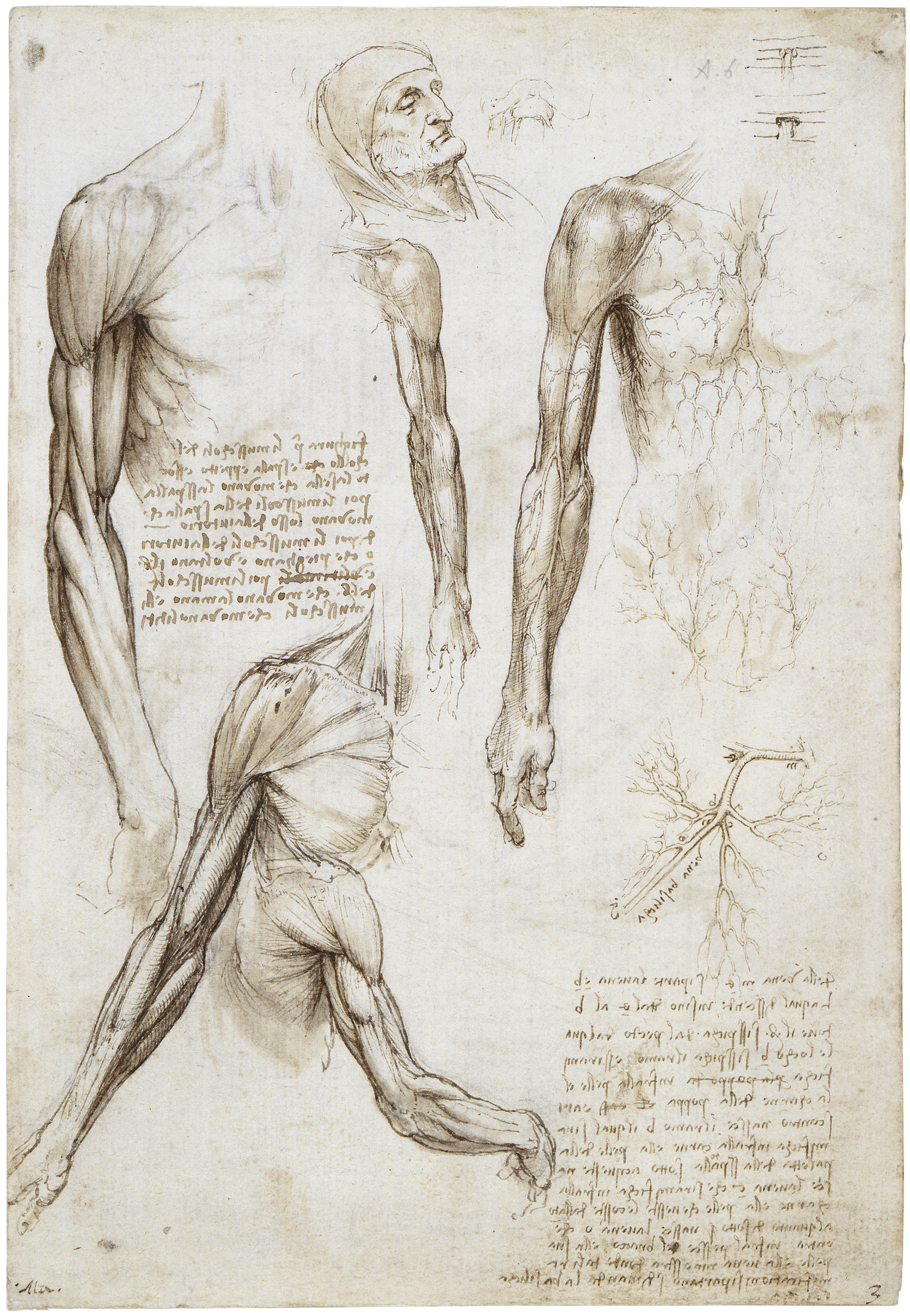
ترسیم‌های پوست‌کنده اثر لئوناردو دا وینچی.

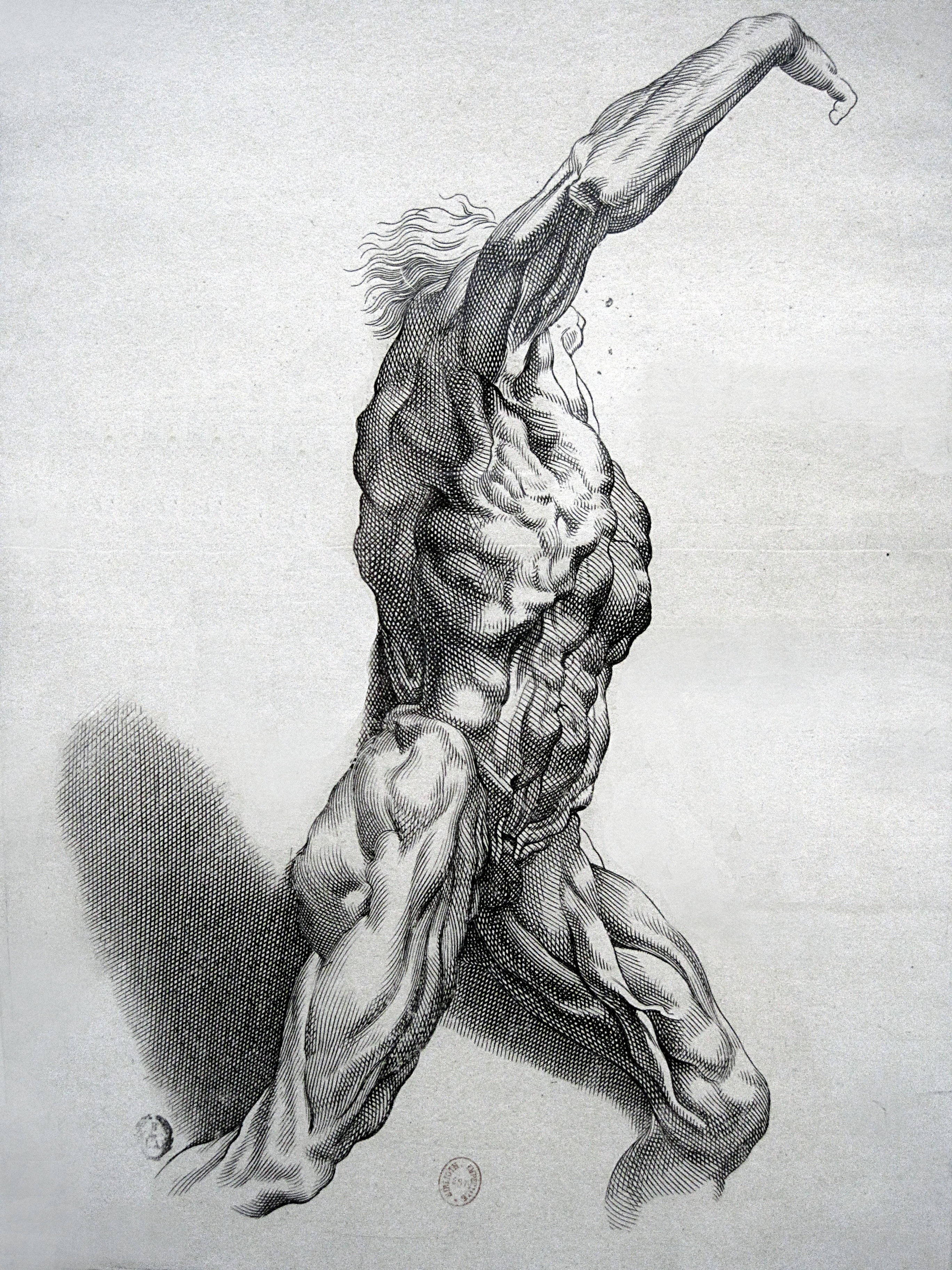
پوست‌کنده‌ای از پائولوس پونتیوس.

پوست‌کَنده یا اکروشه (فرانسوی: Écorché‎) به نقاشی یا تندیسی گفته می‌شود که در آن پوست فرد یا جاندار را نکشیده باشند به‌طوری‌که ماهیچه‌های او پیدا باشد. این گونه از نقاشی در دوره رنسانس در اروپا رایج شد. رواج آن پس از آن بود که معمار و نظریه‌پردازی به نام لئون باتیستا آلبرتی به نقاشان توصیه کرد که در نگاشته‌های خود نخست ماهیچه‌ها و استخوان‌ها را درست رسم کنند و پس از آن پوست را بر روی جسم نقاشی‌شده ترسیم نمایند تا انحناها درست‌تر پیاده شوند. اصطلاح پوست‌کنده، خود تنها در سده نوزدهم ساخته شده و رواج یافت.
از معروف‌ترین هنرمندان شیوه نقاشی پوست‌کنده می‌توان به لئوناردو دا وینچی اشاره کرد. او رسم‌های دقیقی از کالبد انسان کشیده است.